# トーマス・リプトン

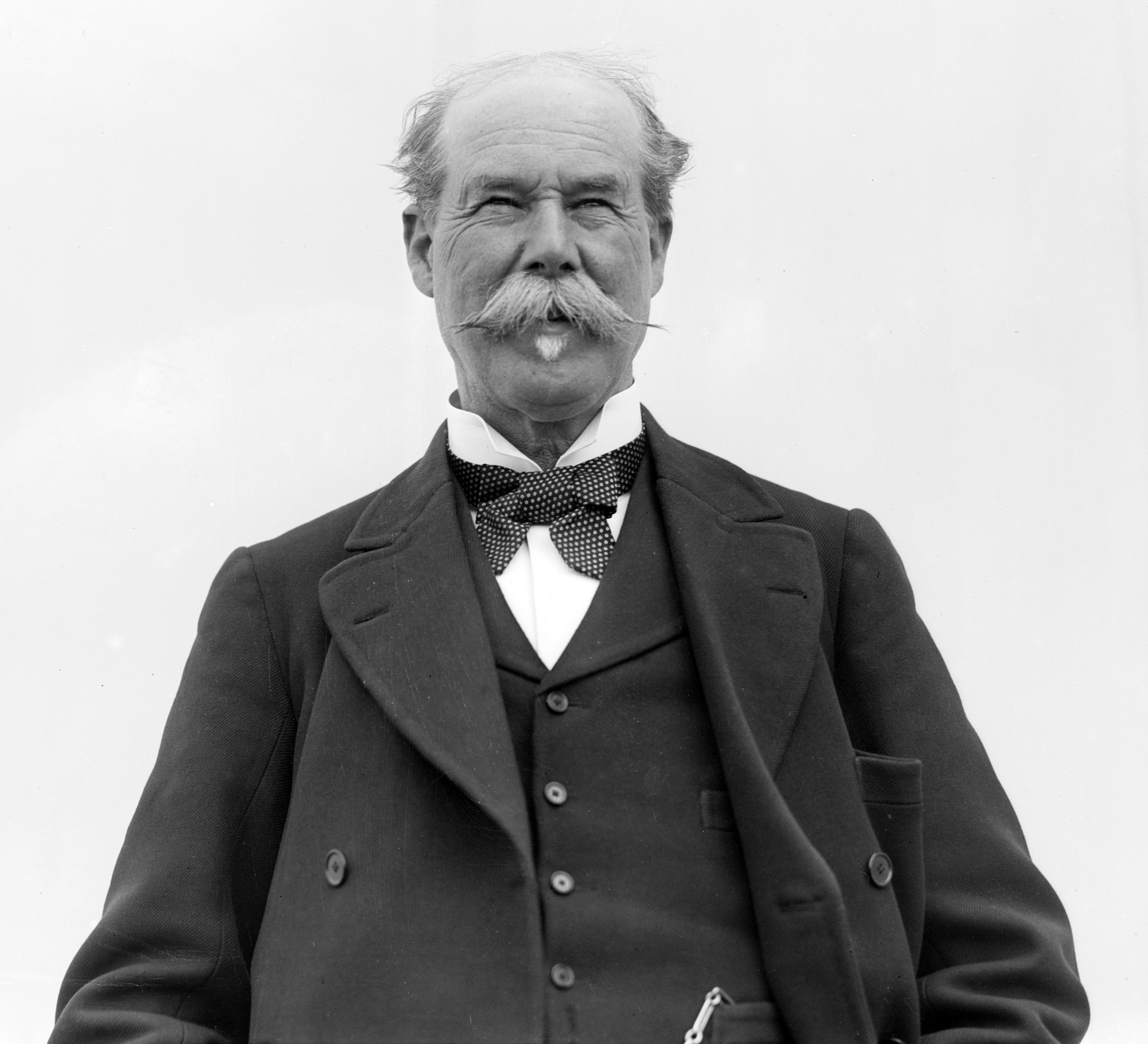
トーマス・リプトン

トーマス・ジョンストン・リプトン（Sir Thomas Johnstone Lipton 1st Baronet, 1848年5月10日 - 1931年10月2日）は、英国の紅茶ブランド「リプトン」の創業者。当時としては画期的な流通を実現し、「紅茶王」と称された。

## 生涯
1848年、スコットランドのグラスゴーに生まれる。両親はアイルランドからの移民であり、小さな食料品店を営んでいた。10歳の頃から自力で学費を稼ぎながら夜学に通い、13歳の時には蒸気船の船員となった。
1865年、15歳で単身渡米した。当初、ニューヨークで仕事を探したが、当時は南北戦争終戦直後であり復員兵士が多く仕事が見つからなかった。そこで北部を離れ人手不足となっていた南部へと移動し、バージニア州やサウスカロライナ州などを転々としつつ懸命に働いた。18歳になった時にニューヨークの百貨店の食品部門に就職したが、1869年にはその仕事を辞めグラスゴーに引き揚げた。
帰国後しばらくは父親の仕事を手伝ったが、チェーン展開と広告が成功の鍵と目をつけたトーマスと保守的な父親の経営方針が合わず、1871年に自分の食料品店を開いた。独特な演出や漫画家を使った週替りのポスターなどを駆使し1店目を軌道に乗せると、利益を全力で次の店の出店に費やし1880年にはリプトンの店は20軒を超えていた。その後も巨大な金貨入りチーズ「ジャンボー」を使った話題作りなど、アドマンとしての能力を発揮し1890年にはイギリスの大都市を網羅する小売ネットワーク網を作り上げた。
リプトンが紅茶事業に参入し始めるのは1888年からである。19世紀後半の「紅茶ブーム」に合わせて紅茶ディーラーたちがリプトンの店に売り込みに訪れたが、中間業者を経ずに自力で買い付けたほうがはるかに利益が出ると分かった。リプトンはブレンダーなど茶の専門家を雇い、それまで1ポンドあたり2シリング6ペンスで売られていたものと同等の茶葉を1シリング7ペンスで売り出した。それまで中流階級以上が飲んでいた茶葉を労働者階級でも飲めるようになり、本格的な紅茶ブームに火をつけた。その後も重量と銘柄を保証するブランドシールで封印する包装を導入したり、消費地の水ごとに異なるブレンドを開発するなど、品質向上に務めた。
リプトンは1890年にロンドンの銀行業者からの勧めでセイロン島を訪れた。視察後にウバ州の農園を買い取り、紅茶の栽培経営を開始する。その後も農園を買い足し、その規模は5500エーカー（約22平方キロメートル）に及んだ。「茶園からそのままティーポットへ」というキャッチフレーズで世界各国にキャンペーンを行い、セイロン島の生産能力を上回る需要を喚起した。そのため、ロンドン、コロンボの茶市場で独占的な買い付けを行い、食品商社としてよりも紅茶商としての名声が上回るようになった。
紅茶の事業の成功が認められ、1895年に「英国王室御用達の茶商」の勅許状を与えられた。また、多額の財産を慈善団体に寄付したり、貧しい子どもたちに紅茶を配るなどの慈善活動により、1898年にはヴィクトリア女王からナイト爵位を与えられた。そのため「サー・トーマス・リプトン」と呼ばれることが多い。その後1902年にエドワード7世より準男爵位に叙せられた。
スポーツマンとしても知られ、ヨットレースのアメリカスカップにシャムロック号で5回挑戦した。結局勝利を得る事はできなかったが、アメリカ市民から賞賛を受け、特別賞としてティファニー社製の「ゴールド・カップ」を授与された。また、サッカーのFIFAワールドカップが開催される1930年以前にリプトン杯を設けていた。
1931年にロンドン郊外のオースィッジの自宅で死去した。生涯独身だった。

## 訳書
- 『リプトン自伝』 野口結加 訳、論創社、2022年2月

## 名言
宣伝のチャンスは決して逃すな。ただし、その商品の品質が良いことこそが、その条件である—トーマス・J・リプトン、『紅茶の楽しみ方』より p.108、新潮社「とんぼの本」